# Helene van Santen
Helene van Santen (Amsterdam, 1981) is een Nederlandse journalist, auteur en hoofdredacteur. Sinds 2021 is zij hoofdredacteur van Margriet. In het verleden was zij hoofdredacteur van Kek Mama en werkte ze voor o.a. Libelle, Vriendin en AT5.

## Loopbaan
Van Santen volgde de opleidingen Journalistiek aan de Hogeschool van Utrecht (2000-2004) en Communicatiewetenschap aan de Universiteit van Amsterdam (2004-2007). Tijdens haar laatste studie werkte ze als online redacteur bij AT5 en was ze freelance journalist voor studentenblad Nobiles Magazine. Na haar afstuderen in 2007 ging ze aan de slag als redacteur bij tijdschrift Vriendin. In 2010 vertrok ze voor een halfjaar naar Parijs om Frans te studeren, waarna ze als freelance journalist aan de slag ging. Ze werkte o.a. voor de tijdschriften En Route, Maison en France, L'Officiel en dagblad Metro. In 2013 volgde ze de cursus Vogue Fashion Certificate aan de Condé Nast College of Fashion & Design in Londen, waar ze een schrijfwedstrijd van de Britse Vogue won.
In 2014 werd Van Santen online redacteur bij Libelle, waar ze twee jaar later chef van de online redactie werd. De website Libelle.nl werd in 2018 uitgeroepen tot populairste lifestyle website van het jaar. Voor Libelle TV presenteerde Van Santen de programma's Sterrenstof Internationaal en Libelle Deelt Uit (2017-2019).
In 2019 maakte ze de overstap naar Kek Mama, waar ze als hoofdredacteur aan de slag ging. In dat jaar werd KekMama.nl uitgeroepen tot populairste lifestyle website van het jaar en in 2020 won Kek Mama de Cross Media Merk van het Jaar award. Van Santen werd tevens in 2020 verkozen tot Mercur Hoofdredacteur van het Jaar.
Sinds 2021 is ze hoofdredacteur van Margriet. Onder Van Santen's leiding is Margriet in 2022 uitgeroepen tot Mercur Magazinemerk van het Jaar en in 2023 tot Cross Media Merk van het Jaar. 
In 2021 verscheen het boek De tijd van je leven: energiek en stijlvol leven na je vijftigste, dat Van Santen samen met Petra van Bremen schreef, bij uitgeverij Kosmos. Een jaar later verscheen de Duitse vertaling van het boek, Deine Beste Zeit is Jetzt, bij uitgeverij Knesebeck.   